# Thamnochortus nutans
Thamnochortus nutans là một loài thực vật có hoa trong họ Restionaceae. Loài này được (Thunb.) Pillans miêu tả khoa học đầu tiên năm 1928.